# Chiesa di San Paolino (Firenze)
La chiesa della Conversione di San Paolo Apostolo, più conosciuta come chiesa di San Paolino, è un luogo di culto cattolico che si trova nel centro storico di Firenze nell'omonima piazzetta, vicino alla chiesa di Ognissanti.

## Storia
Secondo la trascrizione di una lapide già nei pressi dell'altare maggiore, la chiesa fu fondata nel 335 e consacrata nel 404, ma è ricordata per la prima volta nel 1094, in una lista di sacerdoti presenti alla consacrazione di Santa Maria Novella. Nel 1217 fu assegnata ai Domenicani, che vi rimasero fino al 1221, quando si trasferirono in Santa Maria Novella, poi al clero diocesano, con l'elevazione al rango di collegiata dotata di priore e canonici.
Delle strutture gotiche del XIII secolo, anteriori alla ristrutturazione seicentesca, non resta pressoché niente. A quel tempo la chiesa aveva una navata alta e stretta, con facciata a capanna rivolta sull'attuale via San Paolino.
Giovanni Boccaccio la citò nel Decameron come chiesa dove venivano sepolti i poveri (giornata IV novella 7), e anche Giovanni Villani la ricordò nella sua Cronaca.
Nel 1477 Angiolo Ambrogini, il Poliziano, fu priore di questa chiesa, fino al 1486; più tardi Leone X soppresse la collegiata e assegnò San Paolino ai Canonici del Duomo, come ricordano alcuni stemmi in facciata. Più tardi, nel 1529, passò ai frati minori osservanti di san Francesco fino al 1618, quando, per volere del Granduca Cosimo II, fu ceduta ai Carmelitani scalzi, arrivati a Firenze in quell’anno. I frati iniziarono più tardi, nel 1669 importanti lavori di ristrutturazione diretti da Giovanni Battista Balatri e sovvenzionati dallo stesso Granduca, che nel 1693 potevano dirsi conclusi.

## Descrizione

### Esterno
L'esterno oggi è molto sobrio, con la facciata incompiuta, senza alcun rivestimento. Vi si aprono tre portali, con quello centrale molto più grande, che conduce all'interno, mentre quelli laterali, oggi in genere chiusi, portano alle cappelle laterali. Sopra il portale centrale si trovano alcuni stemmi, tra i quali uno particolarmente interessante perché in terracotta policroma invetriata con l'arme dei Pandolfini, posto entro una ghirlanda vegetale retta da due cherubini. Gli altri tre stemmi di marmo appartengono invece a papa Leone X (al centro), al cardinale Giulio de' Medici (futuro papa Clemente VII, a sinistra) e ai Canonici del Duomo (a destra).

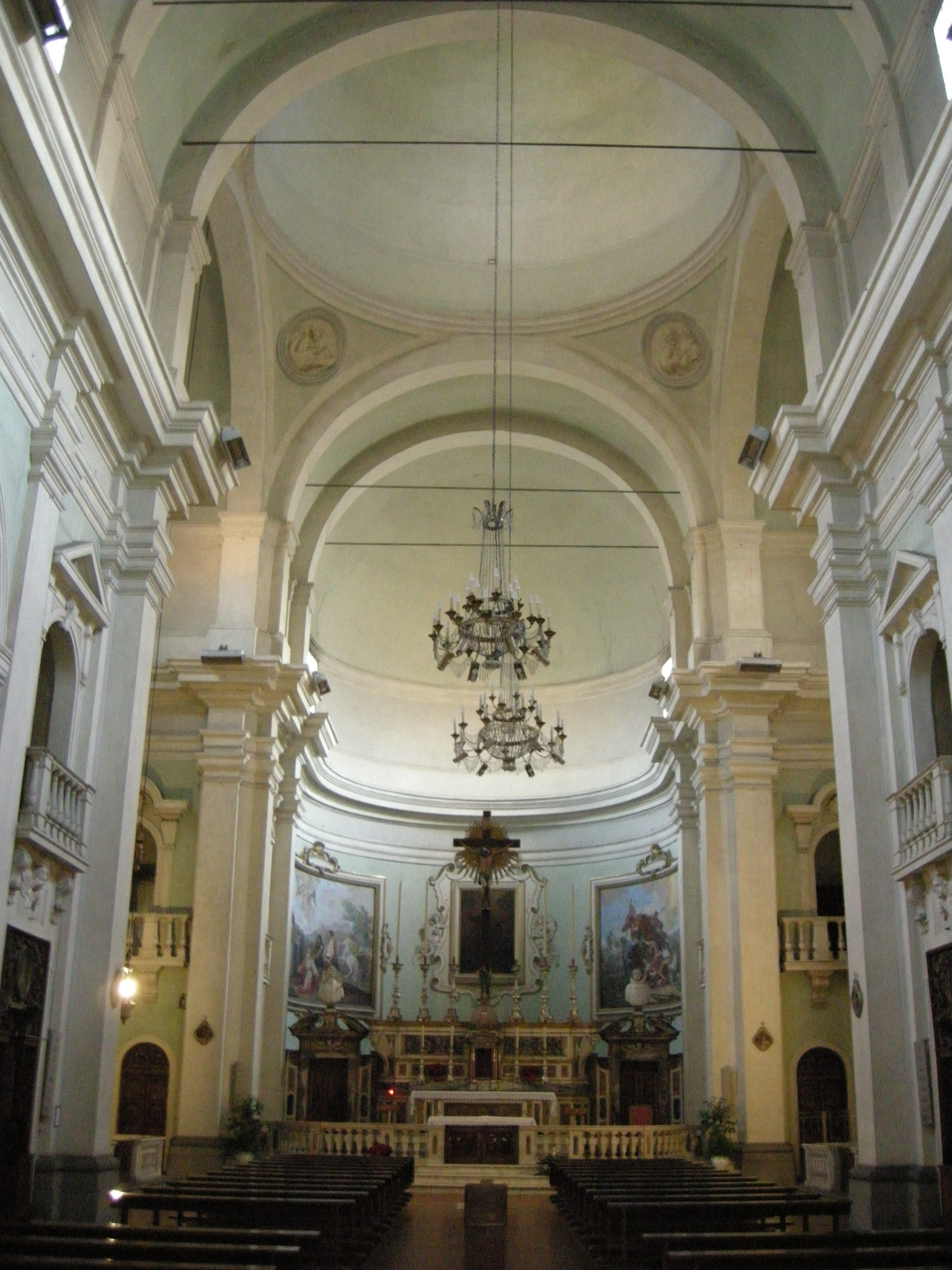
Interno

### Interno
L'interno è a croce latina a navata unica (50x12 m il corpo, 21 includendo le cappelle laterali), con copertura a volta a botte e cappella laterali dotate di proprie cupolette; ha un breve transetto e un'ampia abside dove si trova il coro, mentre all'incrocio dei bracci si trova la cupola (alta 31 m) che si nota facilmente nel panorama cittadino.
L'aspetto risale completamente agli interventi seicenteschi (non ci sono tracce visibili delle strutture precedenti), con un singolare stacco fra la parte inferiore, dove si aprono le cappelle e gli altari, ornati con grande profusione di marmi pregiati, dipinti e sculture, e la parte superiore, quasi completamente disadorna, dove spiccano solo alcuni elementi architettonici bianchi sull'intonaco verde chiaro. Poco usuale per Firenze è la presenza di un camminamento al primo piano che passa sopra le cappelle laterali e che si affaccia sulla navata e sull'altare centrale per mezzo di terrazzini balaustrati che ricordano palchetti teatrali.
Tra le cappelle, dove si trovano diversi monumenti funerari trasferiti dalla chiesa di San Pier Maggiore, demolita nel 1784, si trovano quattro confessionali in legno intagliato, con altrettanti ovali dipinti con Santi Carmelitani di Ottaviano Dandini (XVIII secolo).
La prima cappella a destra contiene i monumenti di Luca e Girolamo degli Albizi, di Giovan Battista Foggini e aiuti di bottega, ispirati ai monumenti berniniani a Roma. Risalgono all'inizio del XVIII secolo e ne fu riutilizzato, tagliato a metà, il sarcofago di Maso degli Albizi, morto nel 1417, con un delicato rilievo di cane, attribuito alla scuola di Lorenzo Ghiberti. Tipici del gusto seicentesco sono invece gli scheletri giacenti, scolpiti con realismo, che sembrano sollevarsi dal sepolcro emergendo da un drappo ricavato nella pietra scura. All'altare si trovava un'Adorazione dei Magi di Gian Domenico Ferretti (oggi spostata su una parete vicina e sostituita da una tela devozionale moderna).
Nella seconda cappella di destra si trova una tavola con l'Annunciazione e santi della cerchia di Giovanni Antonio Sogliani (che il Richa attribuì erroneamente all'Angelico). In una cappella del lato opposto si trova la Vergine col Bambino e santi di Corrado Giaquinto.

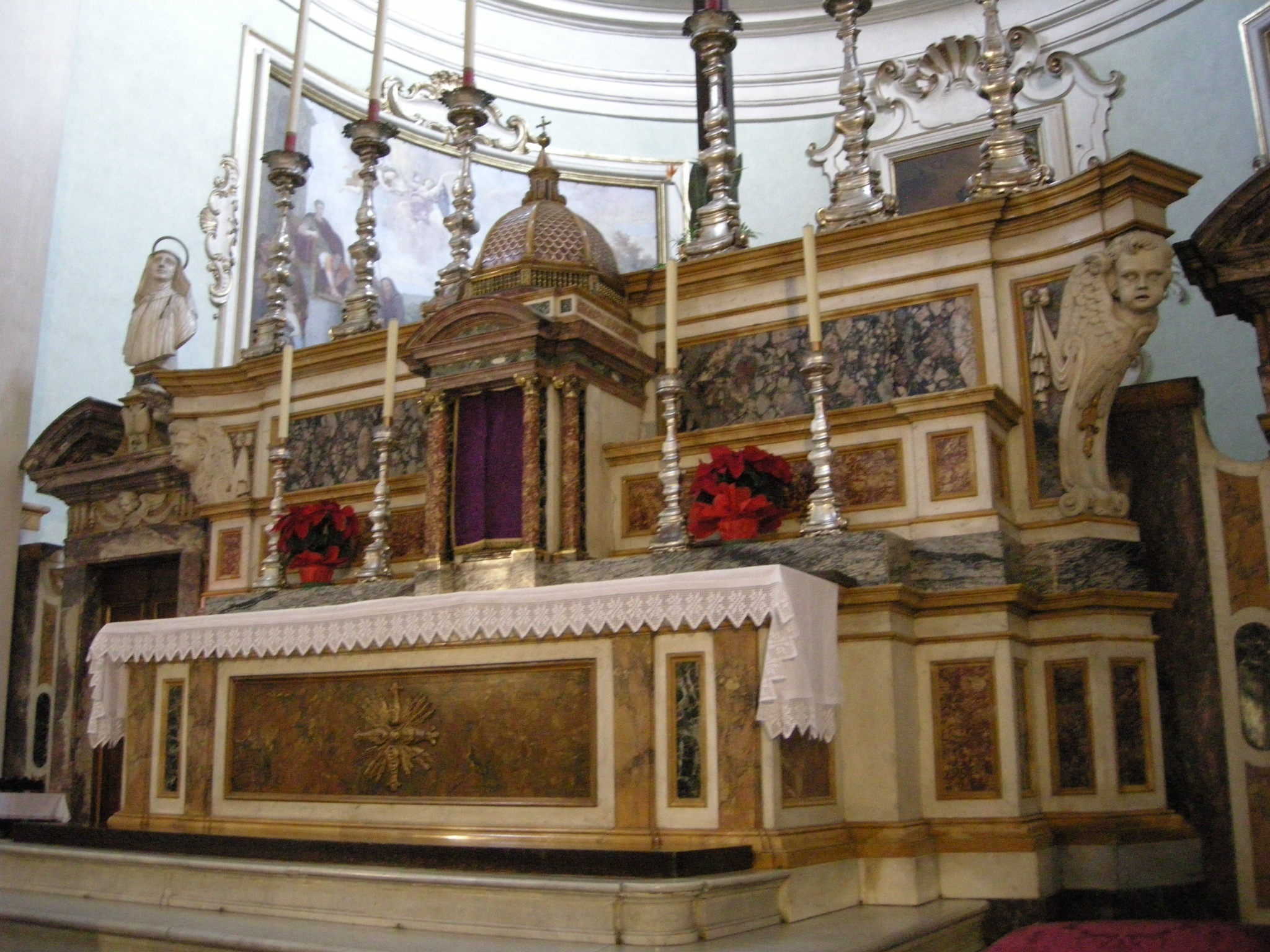
L'altare maggiore

Molto ricche e sfarzose sono le due cappelle del transetto. Quella di destra presenta lo stemma Rinuccini e fu fatta realizzare dal Marchese Carlo, come informa l'iscrizione sotto la mensa dell'altare, che riporta anche la data 1742. Al centro vi si trova la tela con il Transito di san Giuseppe di Giovanni Domenico Ferretti coeva all'altare (1742) e restaurata nel 2017, a destra il Riposo dalla fuga in Egitto di Ignazio Hugford e a sinistra lo Sposalizio della Vergine di Vincenzo Meucci. Nella cappella di sinistra la Madonna col Bambino, san Giovanni della Croce e santa Teresa di Francesco Curradi (al centro), Cristo appare a san Giovanni della Croce di Ignazio Hugford (a destra) e la tela con la Madonna che dona un rosario a Santa Teresa d'Avila di Pietro Marchesini, del 1730.
L'altare maggiore è sfarzoso, ricco di marmi colorati di pregio e sormontato da un crocifisso. Il coro è separato da un recinto sempre in marmi pregiati, con due porte monumentali decorate da busti. Alle pareti del coro si trovano alcune opere tra le quali un Ratto di san Paolo di Francesco Curradi.
Nella navata sinistra si trova anche il Martirio di santa Lucia, opera tarda del Volterrano in cui si riscontrano influenze di Ciro Ferri. Settecenteschi sono i quattro confessionali lignei, abbelliti da ovali con santi carmelitani e volute traforate.
Sulla cantoria in controfacciata, racchiuso entro una cassa decorata con rilievi, si trova l'organo a canne costruito nel 1822 da Filippo Tronci. Un secondo strumento, realizzato dalla ditta Mascioni (opus 791) nel 1959 è a pavimento nell'abside, alle spalle dell'altare maggiore.

### Sagrestia
Dal transetto sinistro si accede a un vano che porta alla sagrestia. Questa un'ampia sala (12x7,5 m) coperta da volta conica e pavimentata in cotto dell'Impruneta, con al centro della volta la Trasverberazione di santa Teresa di Gesù di Silvestro Pacini, affresco del 1782. Lungo le pareti si trovano sedici lunette di Luigi Bazzoli (Vergine del Carmine, Sogno di san Giuseppe, Visione di sant'Elia, Sant'Alberto patriarca di Gerusalemme, San Giovanni della Croce, Sant'Angelo martire, Sant'Alberto di Sicilia e altri santi). I tre armadi lignei sono antichi: quello sulla parete di fondo fu fatto costruire col lascito del marchese Giovanni Pecori dopo il 1692, quelli ai lati sono del 1839, in sostituzione di altri ormai fatiscenti.
Sulla parete di fondo si trovano anche un dipinto con la Famiglia del Battista di Pietro Cecchi (1550 ca.) e una Famiglia della giovane Maria Vergine di Pietro Marchesini (1736), oltre a un San Francesco di Paola di ignoto del XVII secolo, provenienti dall'oratorio della confraterniata del santo, già in via San Paolino.

### Il convento
Il convento, dopo le soppressioni del 1810 e del 1866, è tornato, in parte, ai Carmelitani scalzi. Vi si conserva un grande chiostro e, nella cappella interna, due ovali e un'Adorazione di Domenico Nanni.

## Confraternite
Tra le compagnie che si riunirono in San Paolino e nei suoi annessi ci fu quella dei Cuoiai.

## Opere già in San Paolino
- Sandro Botticelli, Compianto sul Cristo morto con i santi Girolamo, Paolo e Pietro (1495 circa)

## Altre immagini

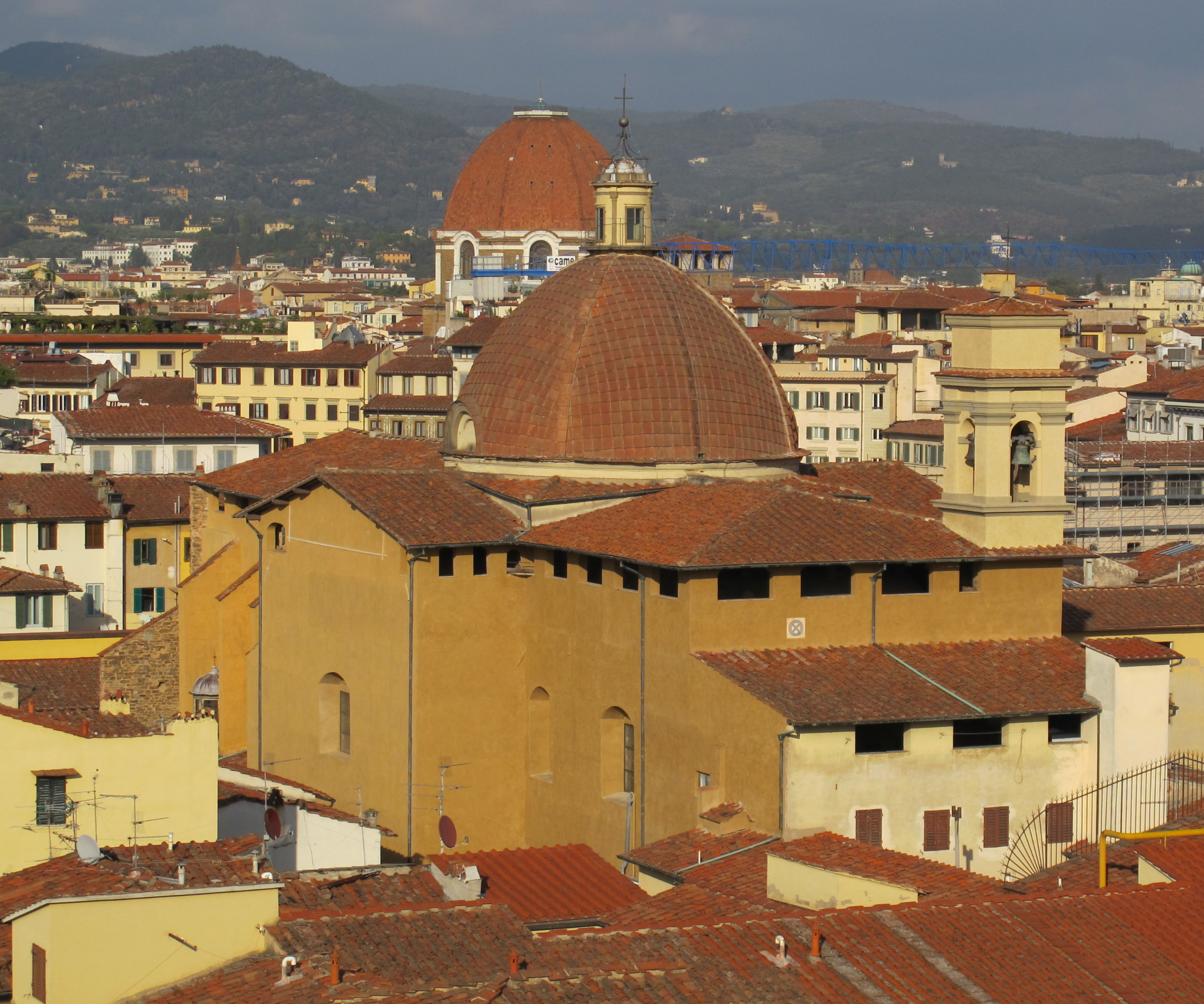
La cupola e il campanile
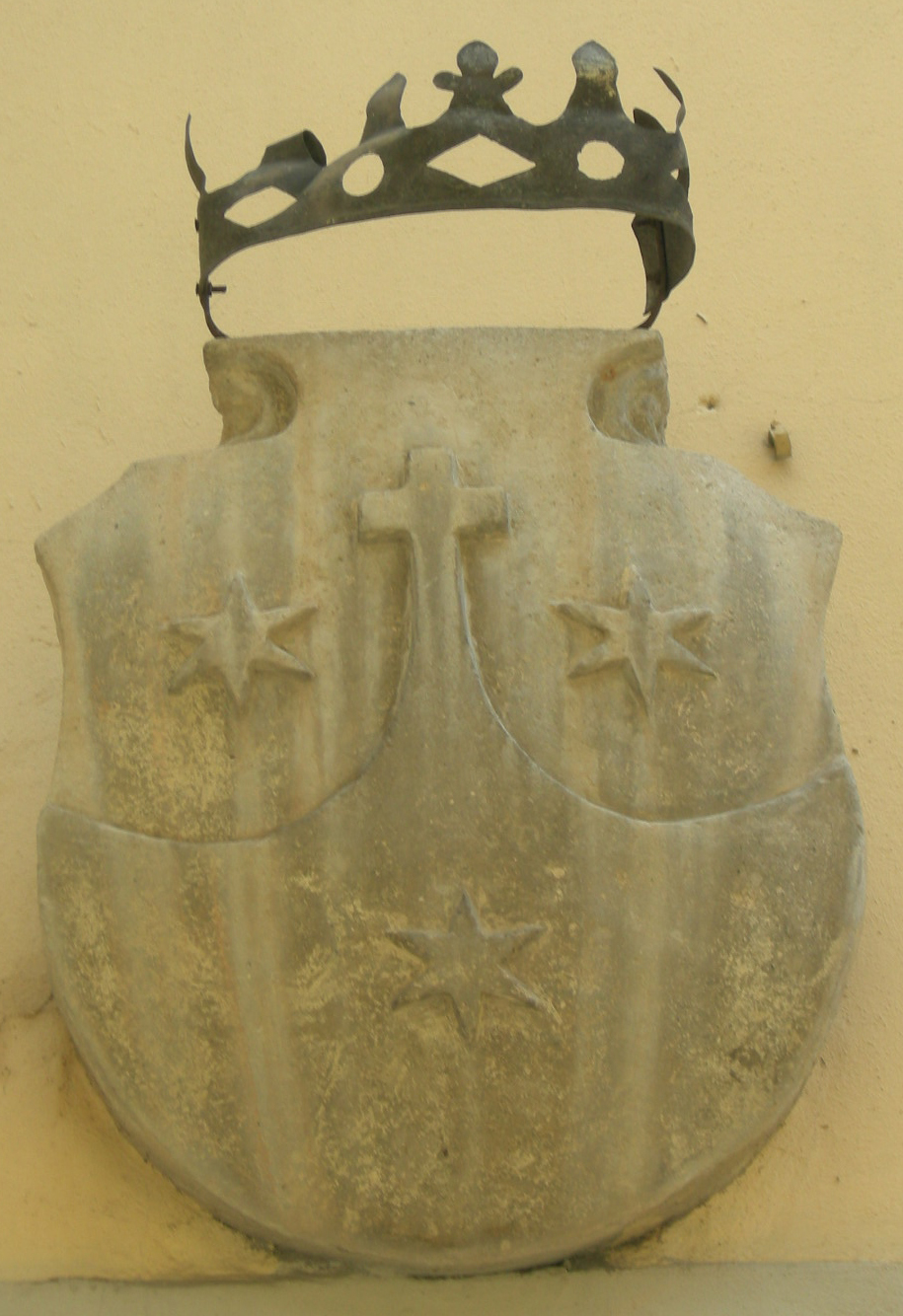
Stemma dei Carmelitani sull'entrata laterale
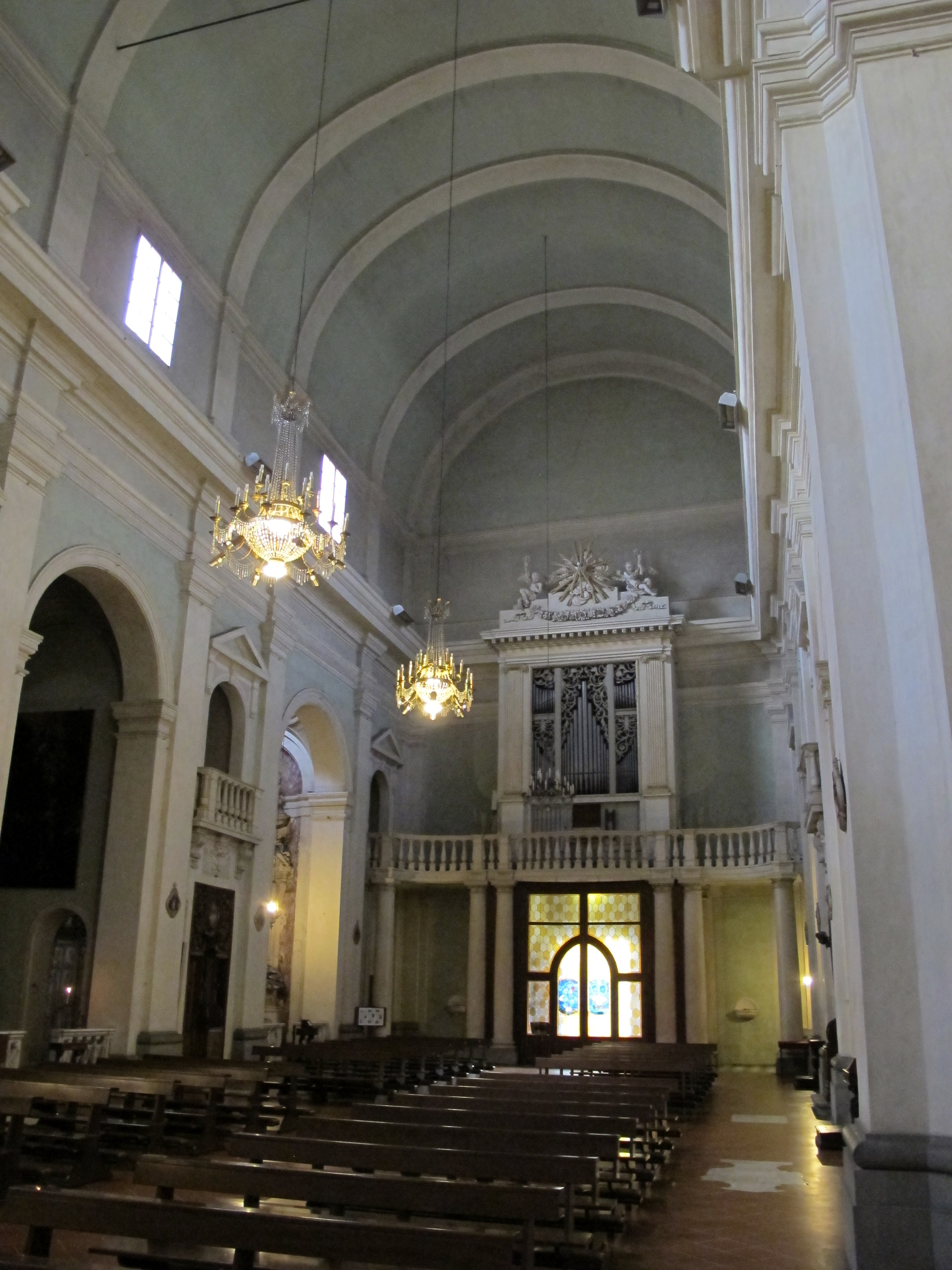
Interno verso la controfacciata
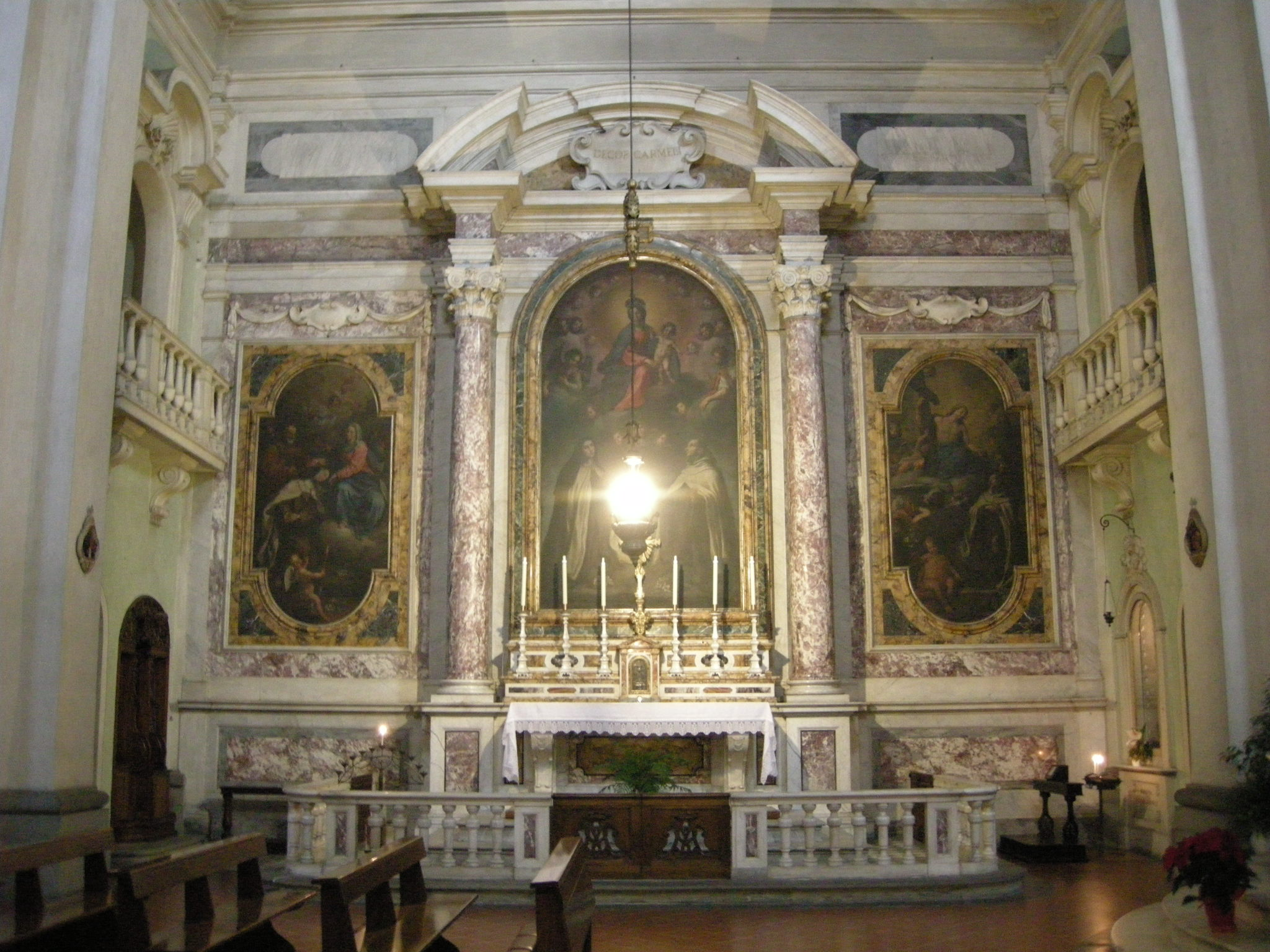
Il transetto sinistro
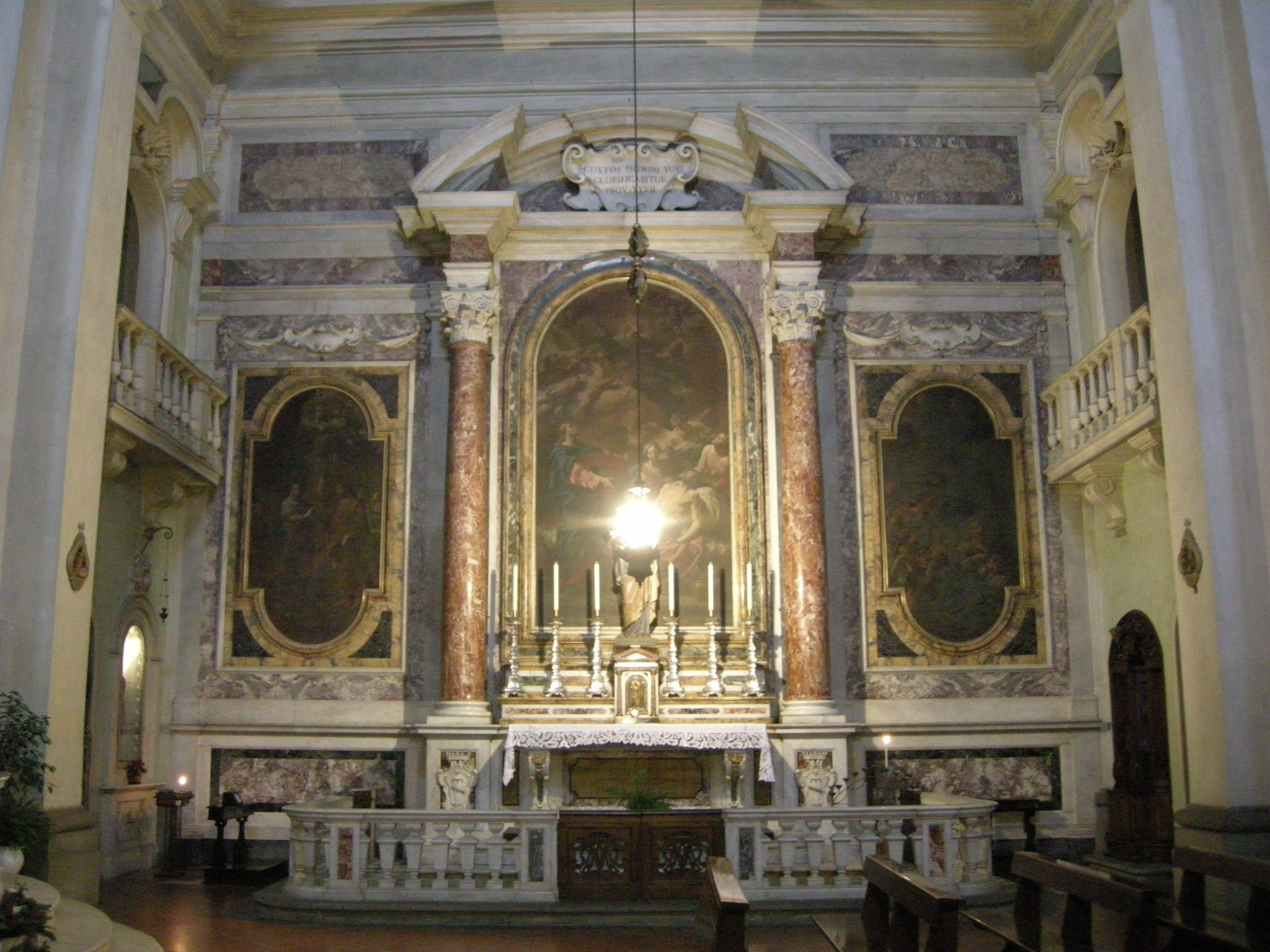
Il transetto destro
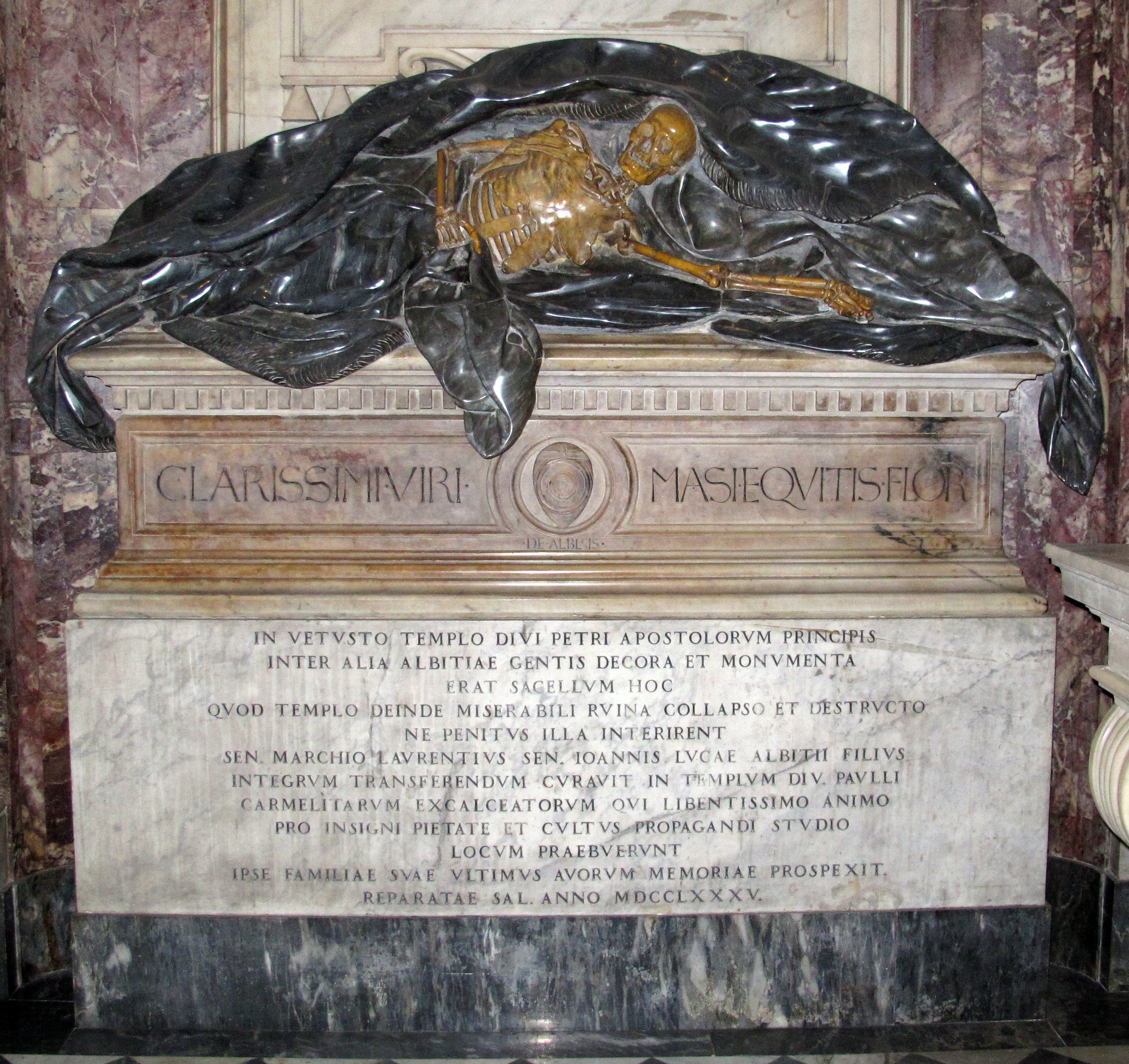
Monumento a Luca degli Albizi
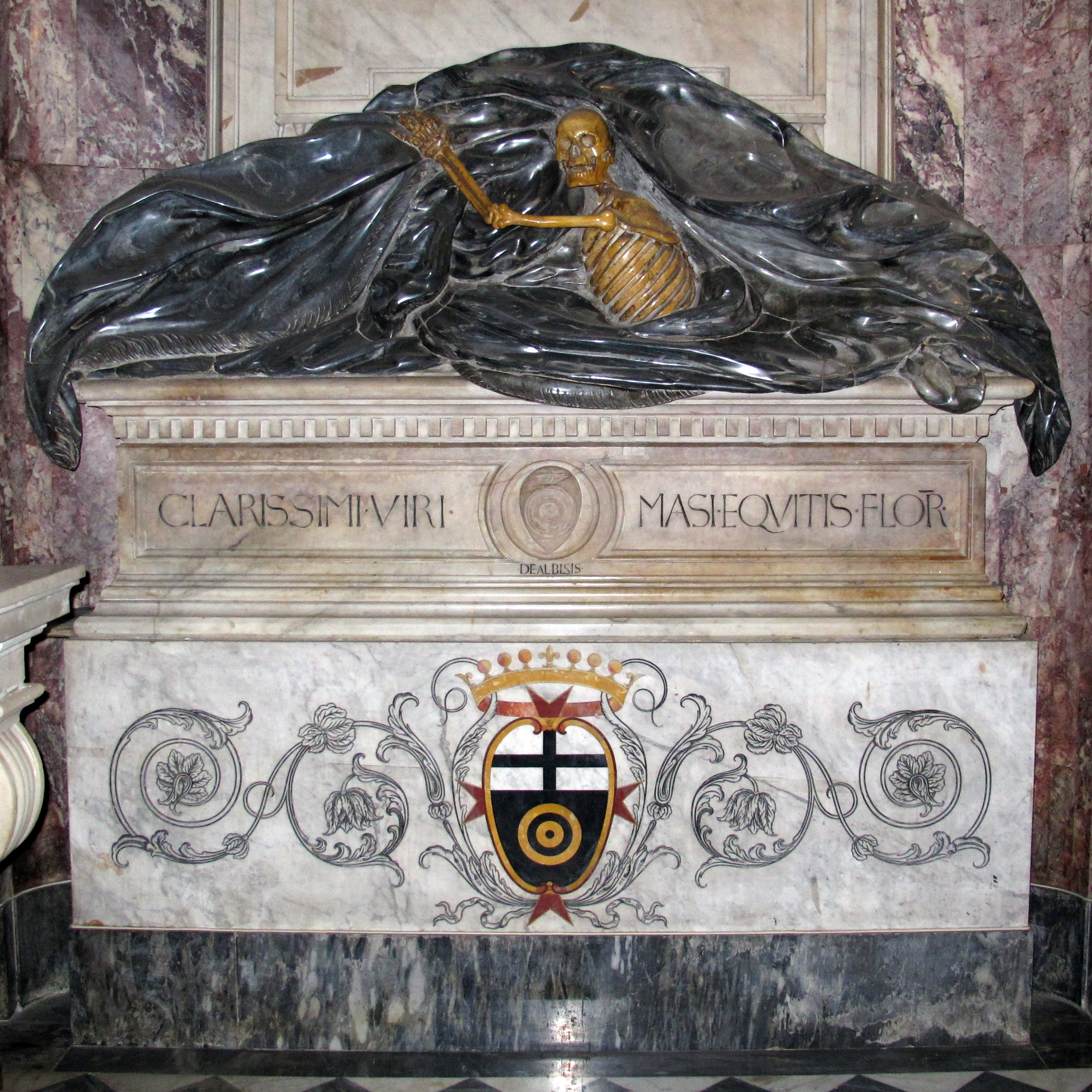
Monumento a Gerolamo degli Albizi